# 波兰水管工
波兰水管工或波兰建筑工是一種对从中欧和东欧来到西欧打工的廉价劳动力的称呼，這是一種刻板印象。这种称呼背后有两种心态，一是担心东欧廉价劳力来到西欧会抢走当地人的工作机会；二是认为外国劳动力更加便宜且可靠。不過波兰水管工也一度成為波兰旅游形象代言人。

## 起源
2004年，欧洲联盟起草《波尔克斯坦指令》，目的是在欧盟中建立服务业共同市场，让工人在各欧盟国家间更自由地往来。法国政治讽刺杂志查理周刊曾在2004年刊载的一篇文章中使用了波兰水管工一词，但在被法国政客菲利普·德·维利耶在发动反欧盟法令运动期间使用了之后，该词才流行起来。

## 在政界
瑞士社會民主黨发起过支持人员自由流动的运动，在推出运动代表形象的同时，該黨还模仿《共产党宣言》中的口号全世界无产者，联合起来！编出了口号“全世界水管工，联合起来！”（Plumbers of all countries, unite！）。
2003至2007年间，约有200万来自东欧和中欧的工人入境英国，其中有一半都是波兰人。有人分析说，对波兰水管工的刻板印象就是左右了英國去留歐盟公投之结果的因素之一。

## 海报
2005年，波兰一旅游理事会借水管工刻板印象创作了邀请法国人来波兰游玩的海报。海报设计者获得了2005年的“年度欧洲人”（European of the Year）奖项评选中的“年度社会运动者”（Campaigner of the Year）奖项提名，海报中的模特彼得·亚当斯基体验了一把15分钟定律。